# 153. poljska artilerijska brigada (ZDA)
153. poljska artilerijska brigada (izvirno angleško 153rd Field Artillery Brigade) je bila poljska artilerijska brigada Kopenske vojske Združenih držav Amerike.

## Odlikovanja
- predsedniška omemba enote